# Waldenburg (Arkansas)
Waldenburg – miasto w Stanach Zjednoczonych, w stanie Arkansas, w hrabstwie Poinsett.